# Bahnhof Jūjō
Der Bahnhof Jūjō (jap. 十条駅, Jūjō-eki) ist ein Bahnhof in der japanischen Hauptstadt Tokio. Er wird von der Bahngesellschaft JR East betrieben und befindet sich im Südwesten des Bezirks Kita.

## Beschreibung
Jūjō ist ein Zwischenbahnhof an der Saikyō-Linie, die durch die Bahngesellschaft JR East betrieben wird. Sie verbindet Ōsaki mit Shinjuku, Ikebukuro, Akabane und Ōmiya. Tagsüber verkehren die Züge neunmal je Stunde, wobei jeder dritte ein Schnellzug ist. Während der Hauptverkehrszeit wird die Anzahl der Nahverkehrszüge erhöht, sodass stündlich bis zu 16 Züge angeboten werden. Die Bushaltestelle auf dem Bahnhofsvorplatz wird von zwei Linien der Gesellschaft Kokusai Kyōgyō Bus bedient. Etwa 500 Meter in nordöstlicher Richtung steht der Bahnhof Higashi-Jūjō an der Keihin-Tōhoku-Linie.
Der Bahnhof steht im Stadtteil Kami-Jūjō, der zum Bezirk Kita gehört. In der Umgebung befinden sich diverse Hochschulen, darunter der Itabashi-Campus der Teikyō-Universität mit dazu gehörendem Universitätskrankenhaus, die Kasei-Universität und die Tōkyō-Seitoku-Universität. Vom Bahnhofsvorplatz aus verläuft in Richtung Norden die Jūjō Ginza, die mit mehr als 200 Läden die größte Einkaufsstraße in Kita ist. Die von Süden nach Norden ausgerichtete Anlage umfasst zwei ebenerdig verlaufende Gleise, die beide dem Personenverkehr dienen. Sie liegen zwischen zwei niveaugleichen Bahnübergängen an zwei Seitenbahnsteigen, die jeweils über einen separaten Eingangsbereich verfügen. Zusätzlich stellt eine gedeckte Fußgängerbrücke eine Verbindung zwischen den beiden Bahnsteigen her. Das Empfangsgebäude ist mit dem westlichen Bahnsteig verbunden und steht am Bahnhofsvorplatz.
Im Fiskaljahr 2019 nutzten durchschnittlich 36.429 Fahrgäste täglich den Bahnhof.

## Bilder

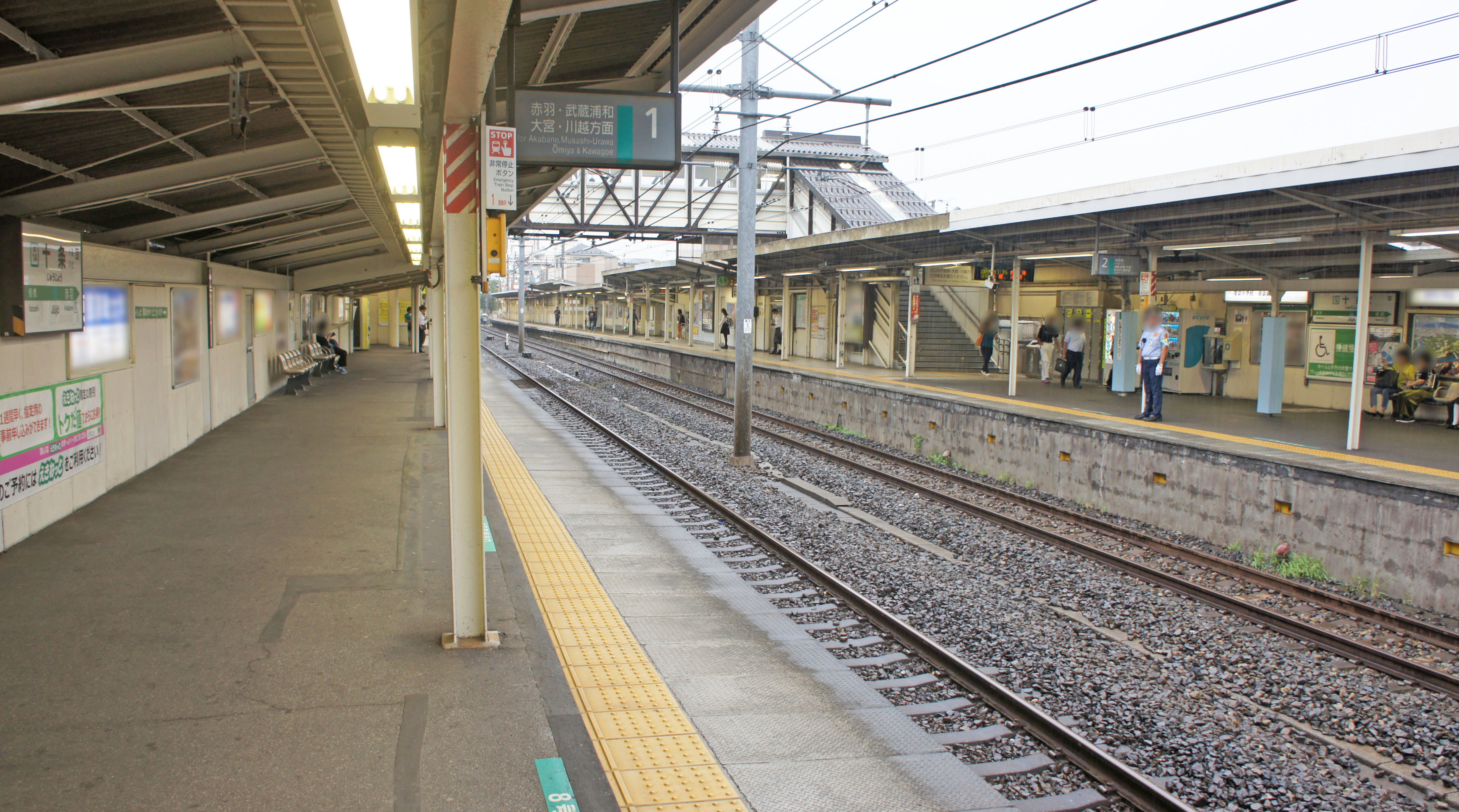
Bahnsteig
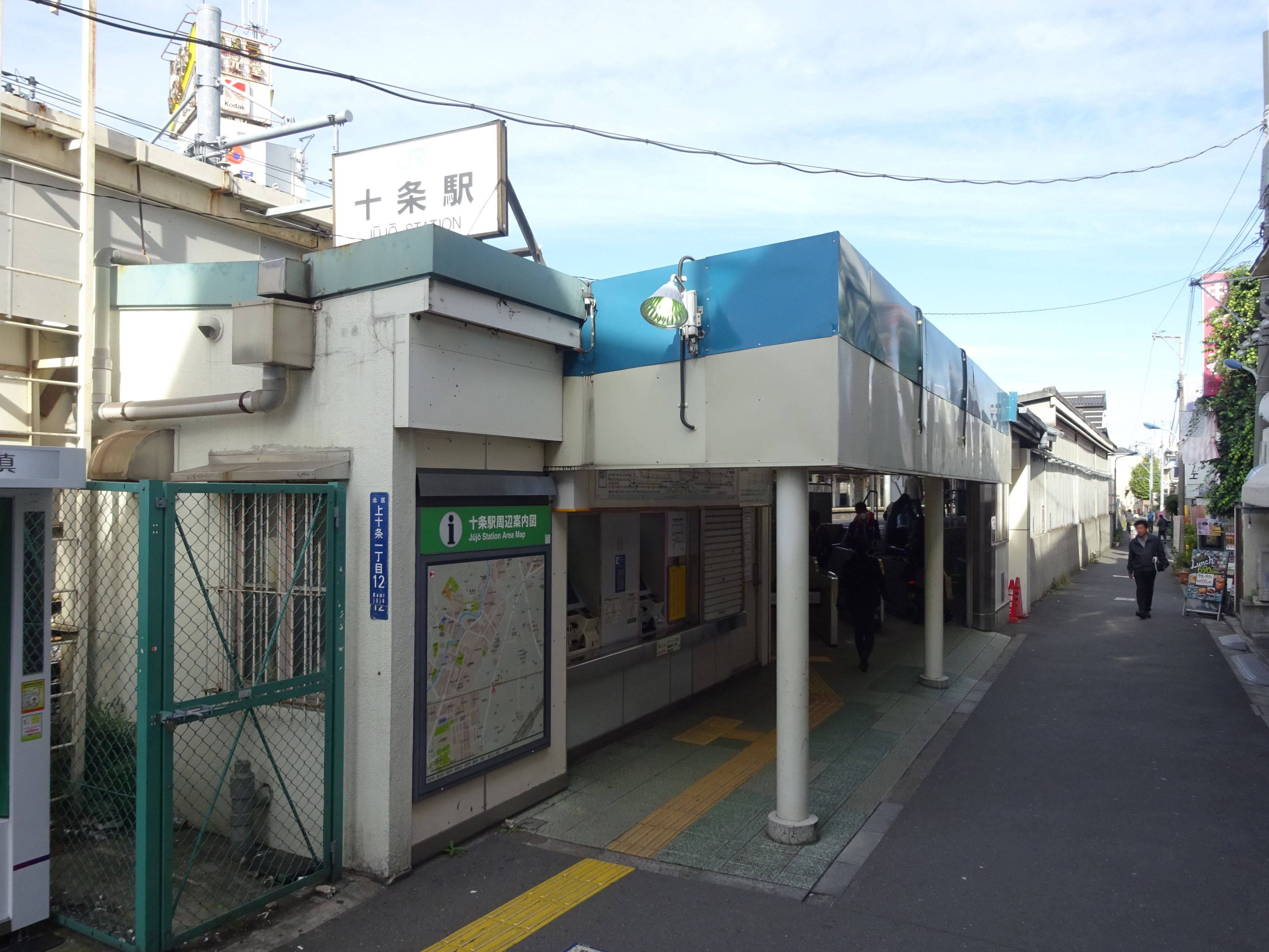
Östlicher Eingang
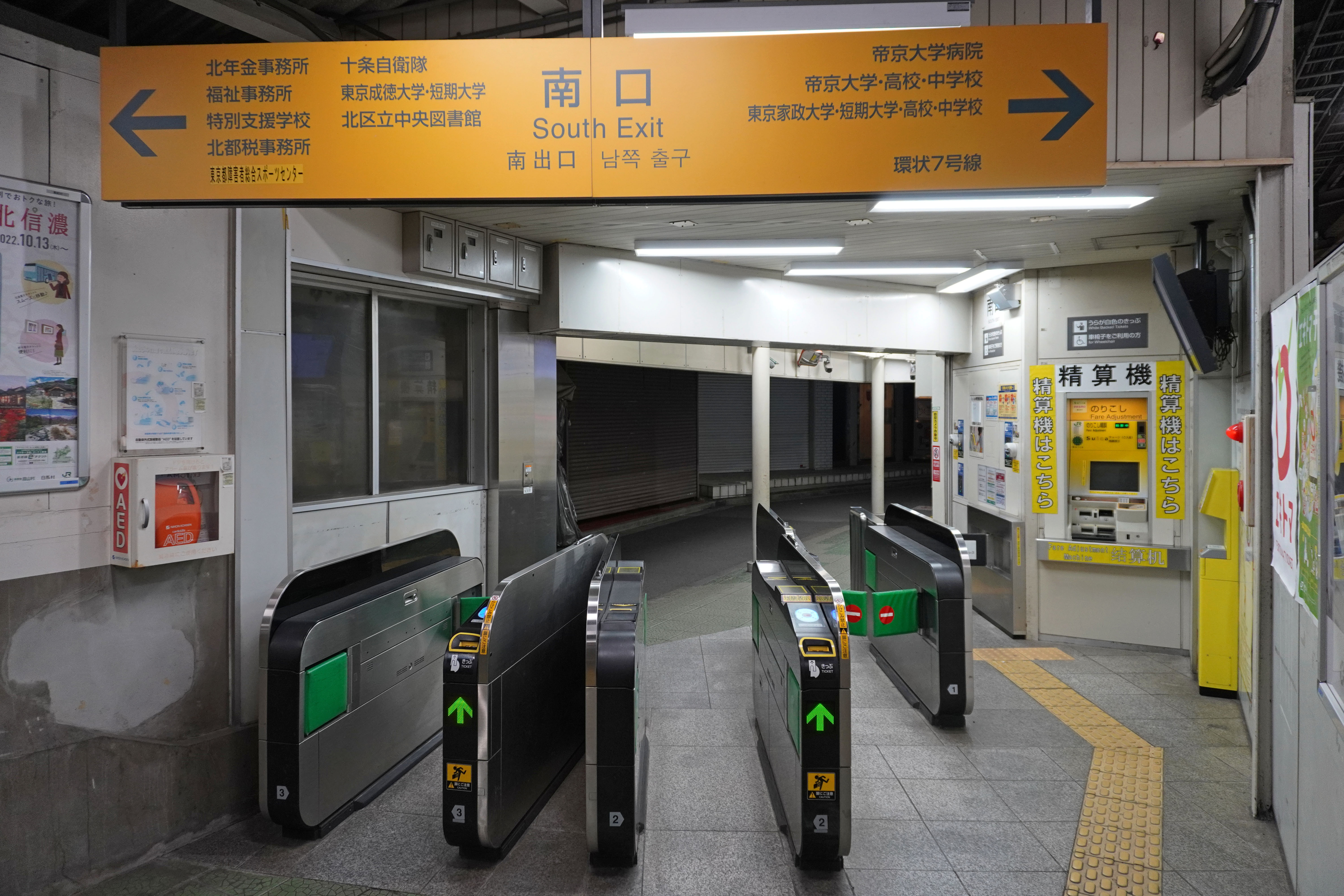
Bahnsteigsperren

## Gleise
| 1 | ▉ Saikyō-Linie | Akabane • Musashi-Urawa • Ōmiya • Kawagoe |
| 2 | ▉ Saikyō-Linie | Ikebukuro • Shinjuku • Shibuya • Ōsaki    |

## Linien
| Verlauf der Saikyō-Linie |
| --- |
| Ōsaki • Ebisu • Shibuya • Shinjuku • Ikebukuro • Itabashi • Jūjō • Akabane • Kita-Akabane • Ukima-Funado • Toda-Kōen • Toda • Kita-Toda • Musashi-Urawa • Naka-Urawa • Minami-Yono • Yonohommachi • Kita-Yono • Ōmiya |

## Geschichte
Die Nippon Tetsudō, Japans erste private Bahngesellschaft, eröffnete 1885 eine Verbindungsstrecke zwischen Shinagawa an der Tōkaidō-Hauptlinie und Akabane an der Tōhoku-Hauptlinie. Jedoch fuhren Züge in den zwei folgenden Jahrzehnten hier ohne Halt durch. Am 10. Juni 1905 nahm die Nippon Tetsudō einen Güterbahnhof in Betrieb, der vor allem Transporte vom und zum benachbarten Artilleriezeughaus abfertigte. Nur acht Monate später, am 7. Februar 1906, wurde der Güterbahnhof wieder aufgegeben. Nachdem die Strecke zwischenzeitlich verstaatlicht worden war, eröffnete das Eisenbahnamt (das spätere Eisenbahnministerium) am 1. November 1910 an diesem Standort den heutigen Personenbahnhof. Betrieblich gehörte die Strecke zunächst zur Yamanote-Linie, war dann ab 15. Juli 1972 eigenständig und wurde offiziell als Akabane-Linie bezeichnet. Aus der Zusammenlegung der Akabane-Linie und zweier weiterer Linien schuf die Japanische Staatsbahn die neue Saikyō-Linie, die am 30. September 1985 ihren Betrieb aufnahm. Im Rahmen der Staatsbahnprivatisierung ging der Bahnhof am 1. April 1987 in den Besitz der neuen Gesellschaft JR East über.
Seit 1983 bestanden Pläne, die größtenteils ebenerdig verlaufende Akabane-Linie vollständig kreuzungsfrei umzubauen, um ihre Kapazität zu erhöhen und Hindernisse für den Straßenverkehr zu beseitigen. Dabei sollte in Jūjō ein unterirdischer Abschnitt mit einem Tunnelbahnhof entstehen. Während der Rest der Strecke auf einen Damm verlegt wurde, verzögerte sich das Teilprojekt in Jūjō um Jahrzehnte. Nicht zuletzt aus Kostengründen entschied sich die Tokioter Präfekturverwaltung schließlich für den Bau eines Bahndamms und präsentierte im März 2020 ein entsprechendes Projekt. Auf einer Länge von rund anderthalb Kilometern sollen auf diese Weise sechs höhengleiche Bahnübergänge entfernt werden. Das Projekt soll bis 2030 umgesetzt werden. Im März 2021 begann gegenüber dem westlichen Eingang des Bahnhofs der Bau des 146 Meter hohen Wohnhochhauses J&Terrace mit 30 Stockwerken und Einkaufszentrum umfassen, der 2024 fertiggestellt werden soll.